# Alfons Dressel
Alfons Dressel (* 26. September 1900 in Essen; † 4. Dezember 1955 in Nürnberg) war ein deutscher Dirigent.

## Leben und Werk
Alfons Dressel wurde nach seinem Musikstudium bei Max Fiedler 1918 Korrepetitor an der Essener Oper. Dort stieg er 1925 zum Ersten Kapellmeister auf. 
Er brachte als Dirigent beim Kammermusikfest 1928 in Baden-Baden Paul Hindemiths Lehrstück zur Uraufführung. 1929 trat Alfons Dressel die Stelle des Ersten Kapellmeisters an der Nürnberger Oper an. 1932 wurde er hier musikalischer Oberleiter und Dirigent der „Philharmonischen Konzerte Nürnberg“. Zum 1. Mai 1933 trat er der NSDAP bei (Mitgliedsnummer 2.714.812). 1938 wurde er in Nürnberg zum Generalmusikdirektor ernannt.